# Лонџа
Лонџа је река у Славонији, лева притока Орљаве дуга 47 km, слив 562 km. Извире на југозападним падинама Крндије, тече Пожешком котлином и улива се у Орљаву. Главне притоке : Кутјевачка ријека, Струга и Врбова.